# Veszprém
Veszprém [ˈvɛspreːm] (deutsch Wesprim oder Weißbrünn) ist eine ungarische Stadt mit Komitatsrecht und Verwaltungssitz des gleichnamigen Komitats. Sie ist eine der ältesten Städte Ungarns und war neben Székesfehérvár (Stuhlweißenburg) und Esztergom (Gran) eine der bedeutendsten ungarischen Städte im Mittelalter. Veszprém hatte 2021 über 58.000 Einwohner und ist wegen seines attraktiven Stadtbilds und der Nähe zum Balaton ein beliebtes Fremdenverkehrszentrum, sowie eine bedeutende Universitätsstadt. Außerdem ist Veszprém Heimat des Handballvereins KC Veszprém.

## Lage
Veszprém befindet sich nördlich des Balatons (Plattensee) auf Hügeln und in Tälern, die den Bach Séd umgeben. Die Stadt wurde nach der Überlieferung auf fünf Bergen erbaut: Várhegy (Burgberg), Jeruzsálemhegy (Jerusalemberg), Temetőhegy (Friedhofberg), Kálvária-hegy (Kreuzwegberg) und Cserhát.
Die Stadt liegt am Schnittpunkt dreier ungarischer Landschaften: Sie grenzt im Norden an den Bakonywald, im Süden an das Plattensee-Hochland (Balaton-felvidék) und im Osten an die Große Ungarische Tiefebene. Diese zentrale Lage förderte die Entwicklung von Veszprém in großem Maße.

## Geschichte
Auf dem Gebiet von Veszprém gab es schon im 5. Jahrtausend v. Chr. eine neolithische Siedlung, deren Freilegung vor kurzem beendet wurde.
Zur Zeit der Landnahme ging Veszprém – wo vermutlich eine ehemalige (fränkische oder awarische) Festung auf dem Burgberg bestand – in den Besitz des Hauses Árpád über.
Im Jahr 1009 wurde eines der ältesten Bistümer Ungarns, das Bistum Veszprém (seit 1993 Erzbistum) gegründet. Der Dom St. Michael ist die älteste (erz-)bischöfliche Kathedrale Ungarns. Er wurde von der Frau des heiligen Königs Stephan I. begründet, der seligen Gisela, einer in Passau begrabenen bayerischen Prinzessin aus Regensburg. In der Kathedrale findet man den Thronstuhl der ungarischen Königinnen (deren Krone wird in der ungarischen Schatzkammer aufbewahrt) und eine Reliquie von Gisela.
Im Kloster unterhalb der Burg wuchs Margarete auf, die Tochter des Königs Béla IV. Später lebte und starb sie im Kloster auf der Margareteninsel (Budapest) und gab so der Insel ihren heutigen Namen.
Die Bischöfe von Veszprém bauten die Stadt über die Jahrhunderte zu einer Festung aus. 1276 wurde die Stadt durch das Heer des Palatins Péter Csák und 1380 durch einen Brand zerstört, aber nach diesen Ereignissen wurde die Stadt wieder aufgebaut. Im Jahr 1552 eroberten die Osmanen Veszprém und plünderten und mordeten in der Stadt. Danach verlor die einstmals blühende Renaissance-Stadt zeitweilig ihre Bedeutung. Christliche Truppen eroberten die Stadt 1566 zurück, nachdem sie von den abziehenden Osmanen niedergebrannt worden war. Während des Langen Türkenkriegs folgte eine erneute kurze osmanische Besetzung.
Habsburgische Truppen verwüsteten die Stadt 1704, weil sie den Aufstand von Franz II. Rákóczi unterstützt hatte. Danach folgte ein Wiederaufbau von Stadt und Festung im Stile des Barock. Im 18. Jahrhundert und Anfang des 19. Jahrhunderts entwickelte sich die Stadt – dank ihres Getreidemarkts – zum Handelszentrum Mitteltransdanubiens. Die Einwohnerzahl stieg von 2.500 auf 14.000. Die Mehrheit der Gebäude der Burg wurde in diesem Zeitraum erbaut.
Teile der Stadt wurden bei einem Erdbeben 1810 zerstört. Das zünftige Handwerk und der Getreidemarkt versanken Ende des 19. Jahrhunderts in der Bedeutungslosigkeit, weil die Stadtväter es verhindert hatten, dass die 1872 erbaute Bahnstrecke Székesfehérvár–Celldömölk näher an die Ortsmitte von Veszprém geführt wurde. Die Bevölkerungszahl stagnierte seither. Die näher an der Stadtmitte verlaufende und an das Nordufer des Balatons führende Bahnstrecke Veszprém–Alsóörs wurde 1968 stillgelegt.
Während der k.u.k. Monarchie war Veszprém eine von vielen Garnisonsstädten und 1914 die Heimat des K.u. Veszprémer Honvéd-Infanterieregiments Nr. 31 (Veszprémi 31. honvéd gyalogezred).
Kurz vor Ende des Zweiten Weltkrieges tobten im Raum Veszprém die letzten schweren Kämpfe auf ungarischem Boden. Zwischen dem 25. und 28. März 1945 lieferten sich hier die mit großer Übermacht nach Westen vorstoßenden Verbände der 26. und 27. Armee der Sowjets schwere Gefechte mit fanatisch kämpfenden Resten der zerschlagenen 5. SS-Panzer-Division „Wiking“ und 9. SS-Panzer-Division „Hohenstaufen“, in deren Verlauf die geschichtsträchtige Stadt nahezu völlig zerstört wurde.
Mit großer Hingabe und Liebe zum Detail wurde die Stadt in den Jahren von 1945 bis 1953 nahezu originalgetreu wieder aufgebaut.
2023 war Veszprém eine von drei Kulturhauptstädten Europas.

## Bildung und Forschung
Die Pannonische Universität mit ihren fünf Fakultäten (Philosophische, Ingenieurwissenschaftliche, Wirtschaftswissenschaftliche, Landwirtschaftswissenschaftliche und Informatik-) gilt heute – zusammen mit der Akademie-Filiale Veszprém (VEAB) der Ungarischen Akademie der Wissenschaften (MTA) – als das akademische Zentrum Mittel-, Nord- und Westtransdanubiens. Zu der Universität gehört seit einigen Jahren auch das Georgikon in Keszthely, die älteste Agrarwissenschaftliche Fakultät Europas. Die Universität hat rund 11.000 Studenten.

## Sehenswertes

### Im Burgviertel
- Sankt-Michaels-Dom – Im Jahr 1001 als doppeltürmige romanische Basilika errichtet, in den Türkenkriegen zerstört, erst im 18. Jahrhundert teils im Spätbarock wieder aufgebaut.
- Unterkirche – Grabmal des Bischofs Márton Bíró von Padányi. Ihm ist die Großrekonstruktion der Veszprémer Burg im 18. Jahrhundert zu verdanken.
- Sankt-Stephans-Kirche – Ursprünglich 1730 im Barock errichtet, dann durch einen Brand zerstört, später in neoromanischem Stil wieder aufgebaut.
- Erzbischöfliches Palais – Von Jakob Fellner, einem im 18. Jahrhundert in Ungarn bekannten Architekten erbaut. Im Innern befinden sich eine Bibliothek und viele Gemälde.
- Gisela-Kapelle – Romanisch. Die Fresken mit den sechs Aposteln an der Nordwand stammen aus dem 13. Jahrhundert.
- Dreifaltigkeitssäule – Von Bischof Márton Bíró 1750 aufgestellt, aus Sandstein.
- Propstpalais
- Piaristen-Gymnasium
- Feuerturm – Im 18. Jahrhundert erbaut, ist er ein Wahrzeichen der Stadt. Stündlich ertönt ein Glockenspiel vom Band.
- Heldentor (Burgtor) mit kleinem Burgmuseum
- Salesianum – Besucherzentrum der Erzdiözese Veszprém

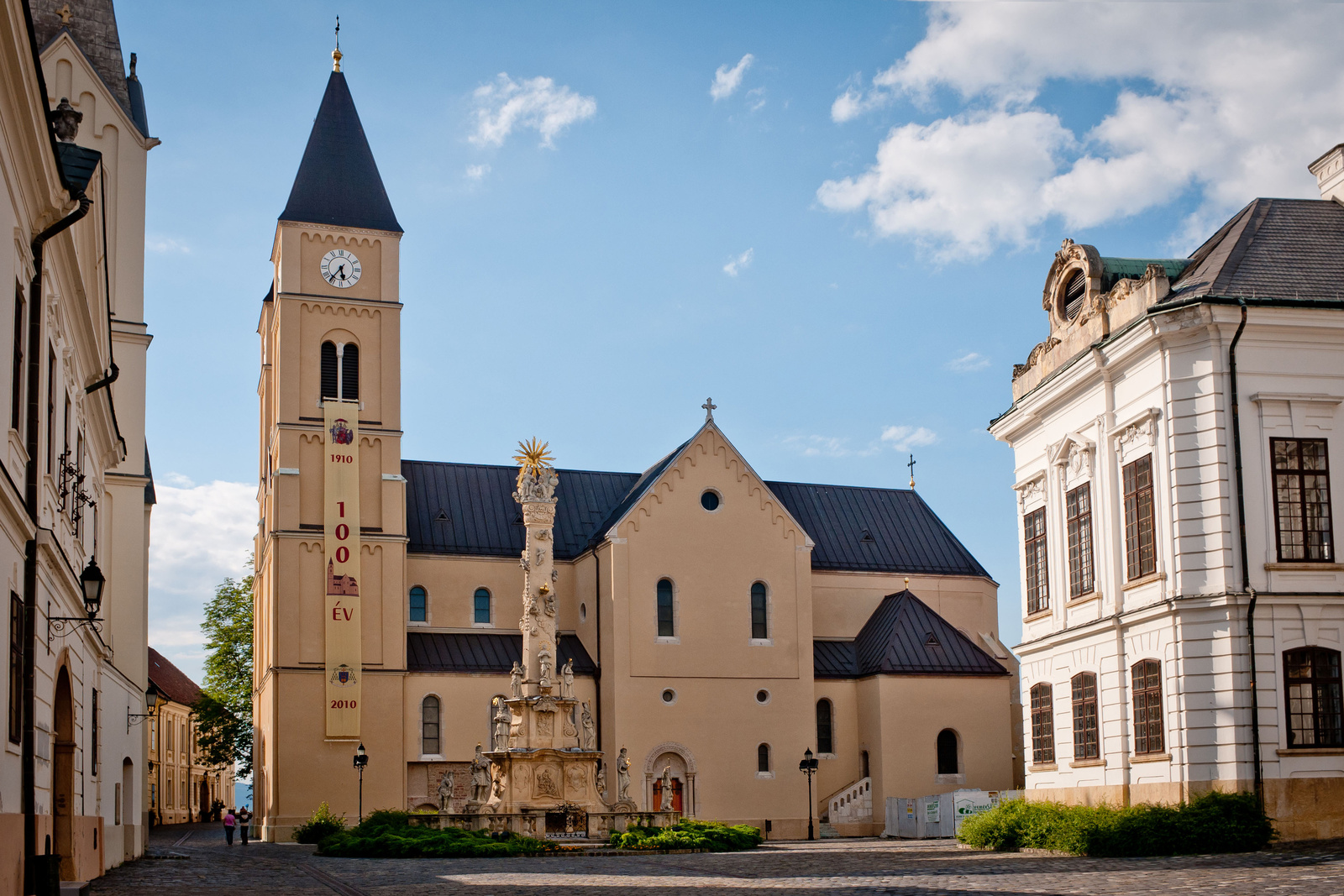
St. Michael
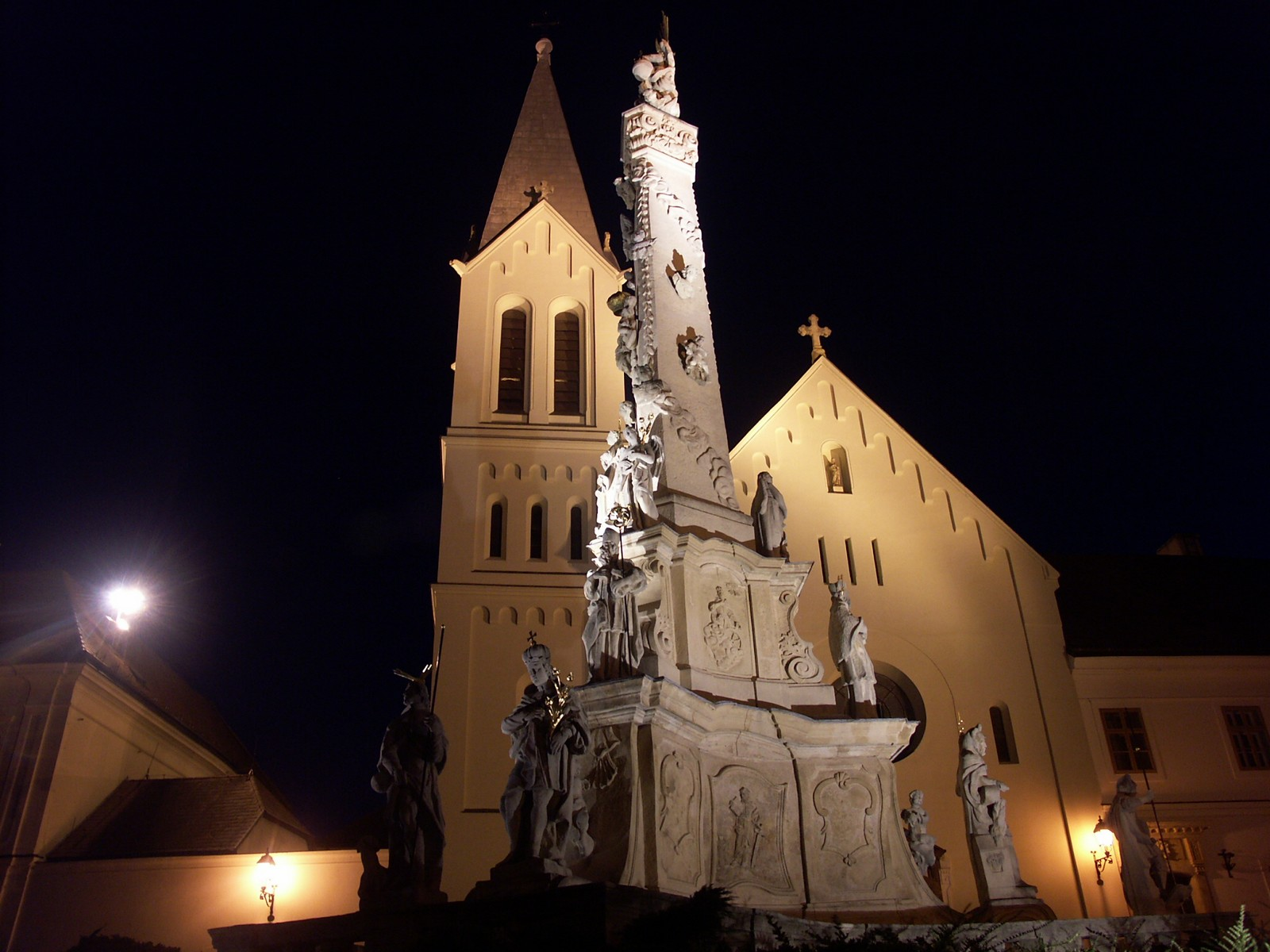
Die Dreifaltigkeitssäule mit der Franziskaner-Kirche im Hintergrund
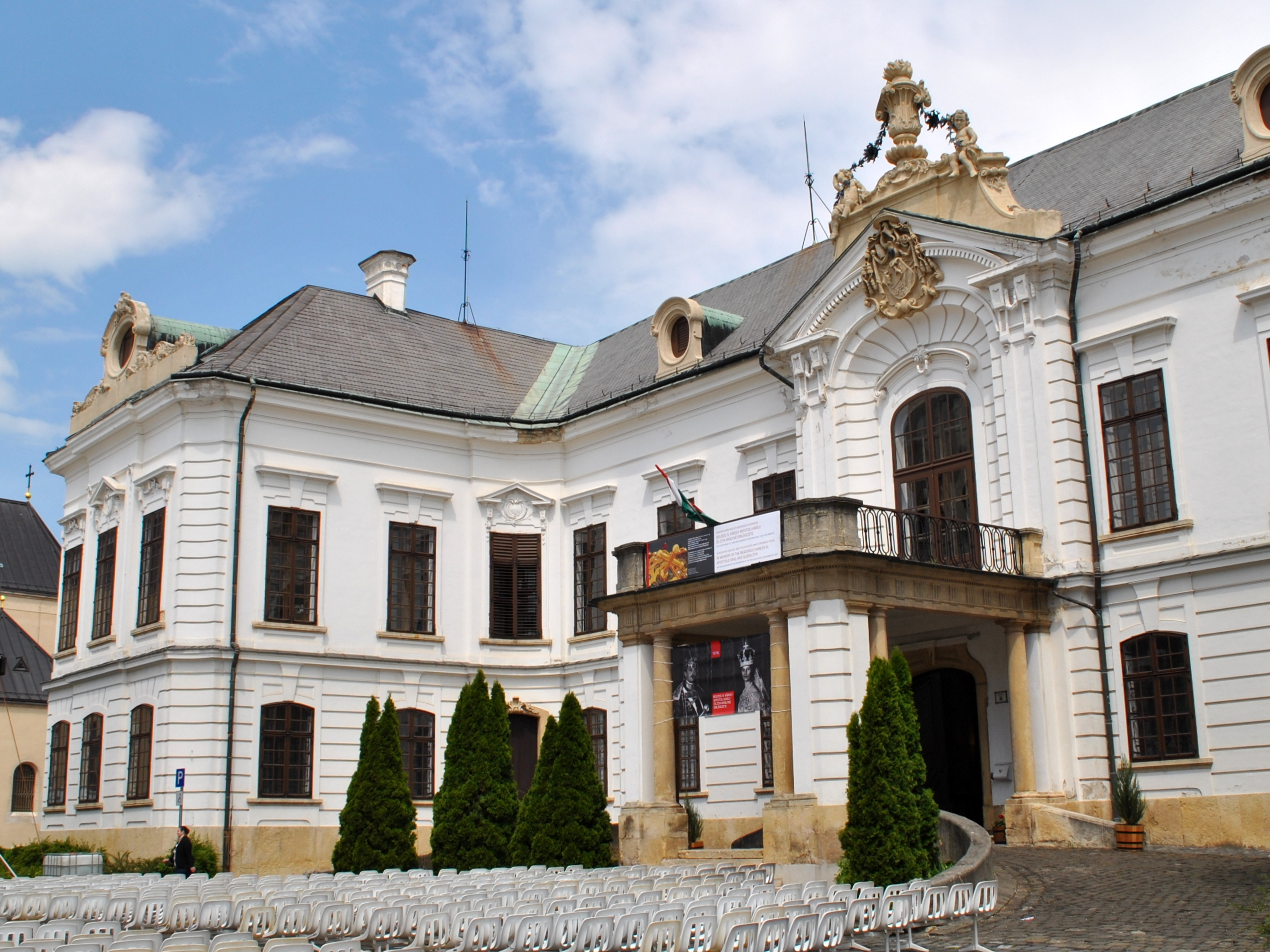
Erzbischöfliches Palais
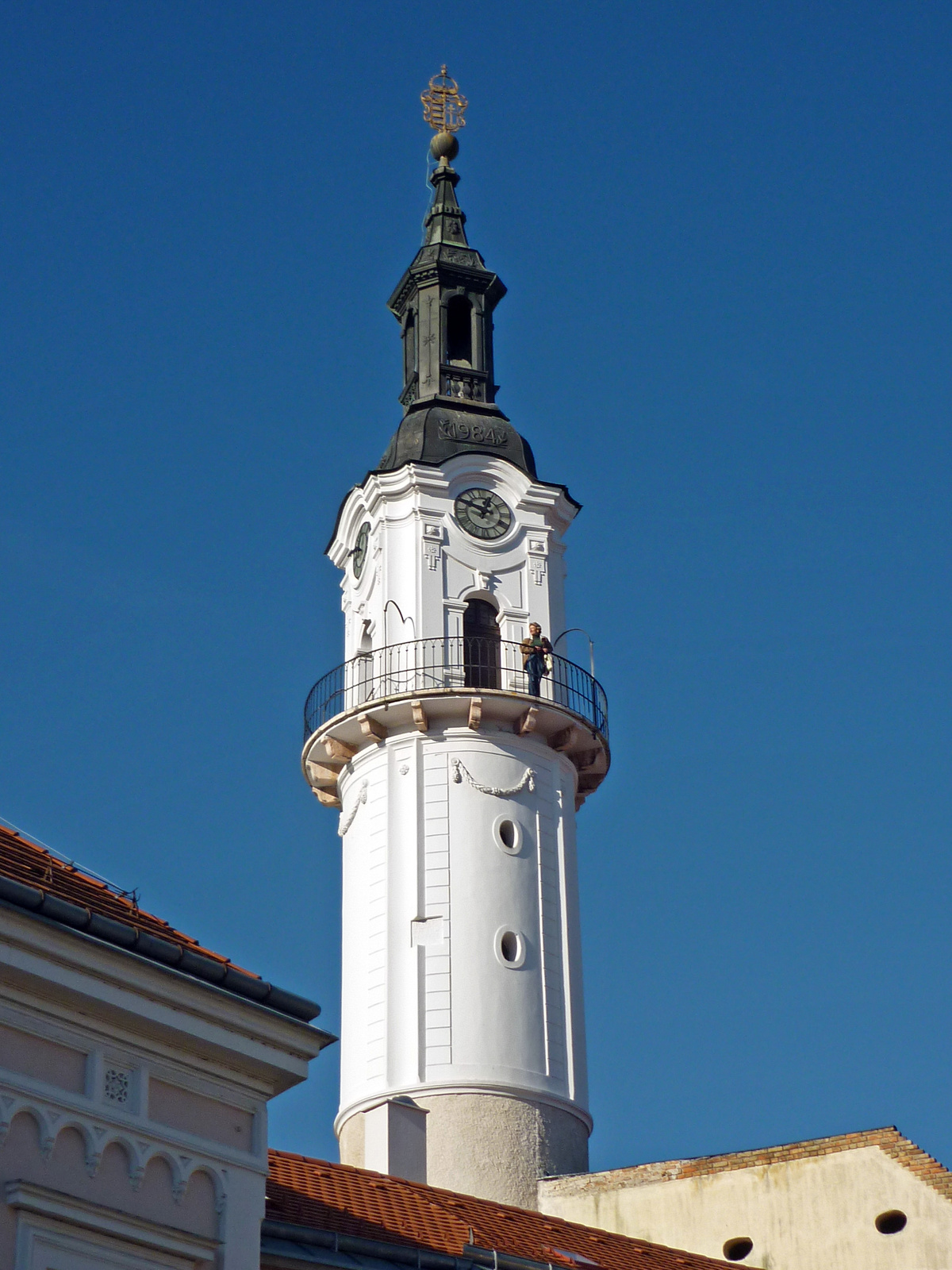
Feuerturm
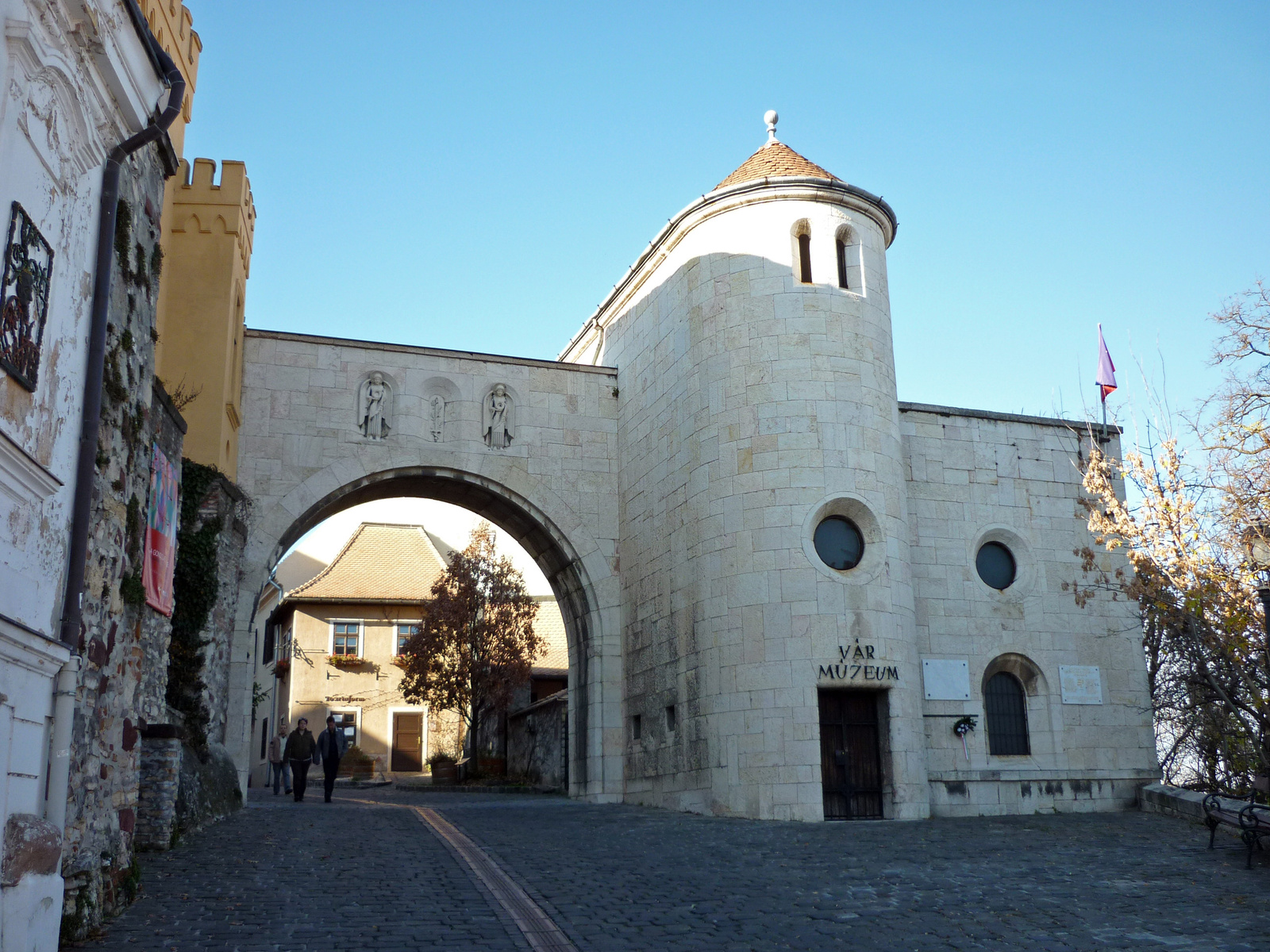
Burgtor

### Außerhalb des Burgviertels
- Naturwissenschaftliches Dezső-Laczkó-Komitatsmuseum
- Bakony-Haus
- Petőfi-Theater
- Óváros tér (Altstadtplatz)
- Károly-Eötvös-Komitatsbibliothek
- Theatergarten
- Sankt-Stephan-Talbrücke oder Viadukt
- Kálmán-Kittenberger-Zoo
- Deutscher Soldatenfriedhof
- Barocke Jesuitenkirche im Betekints-Tal

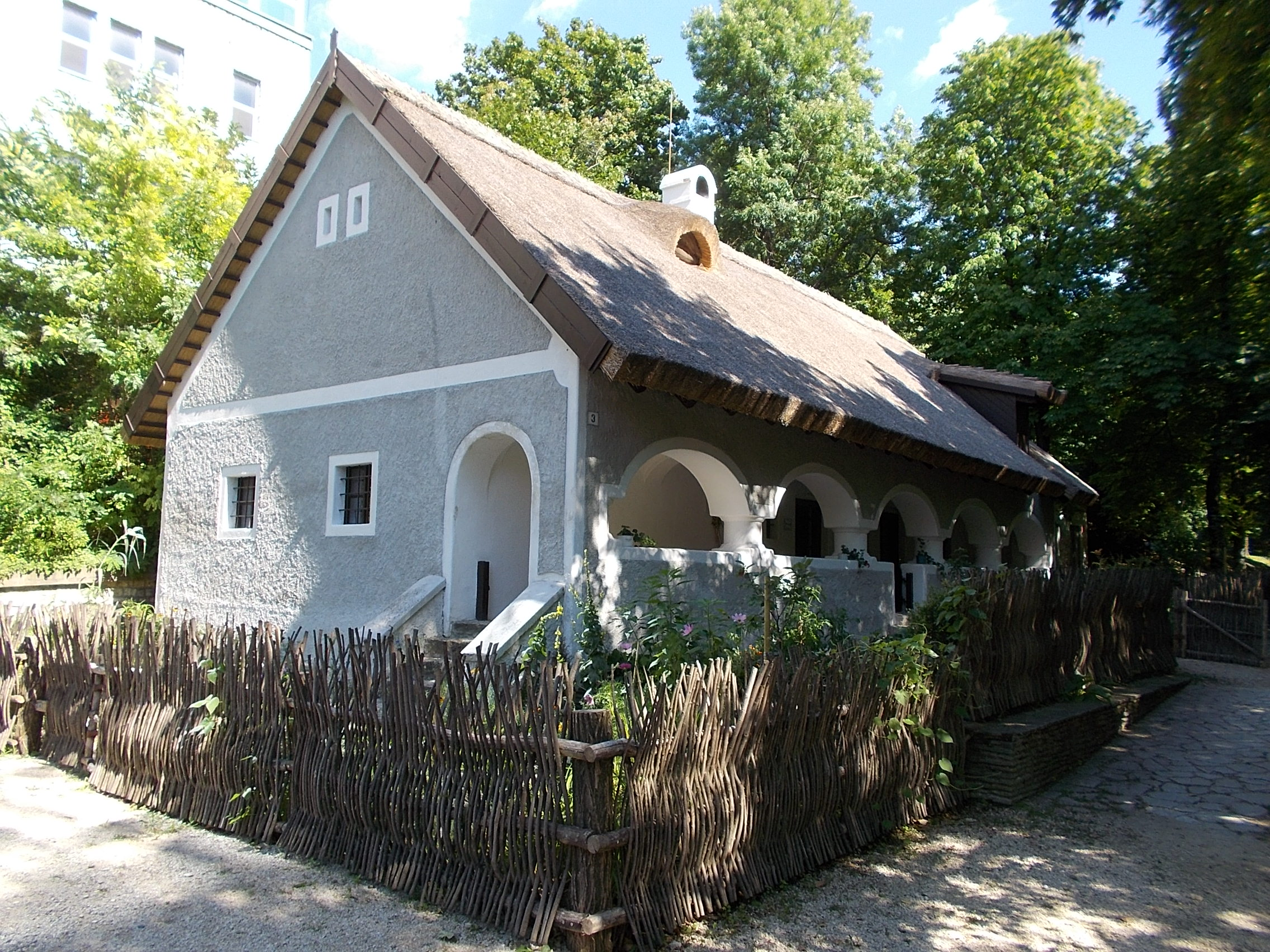
Bakonyer Haus
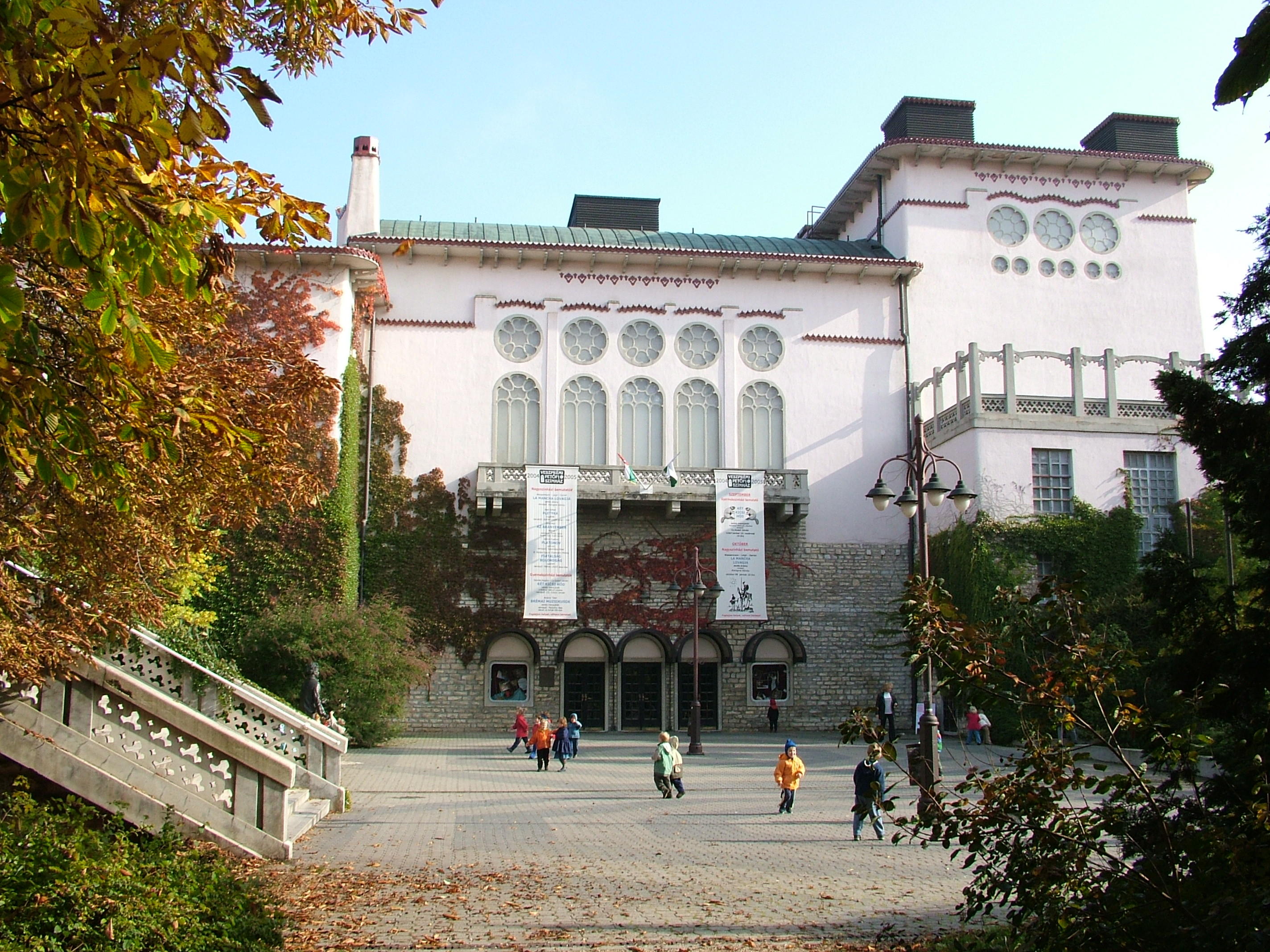
Petőfi-Theater
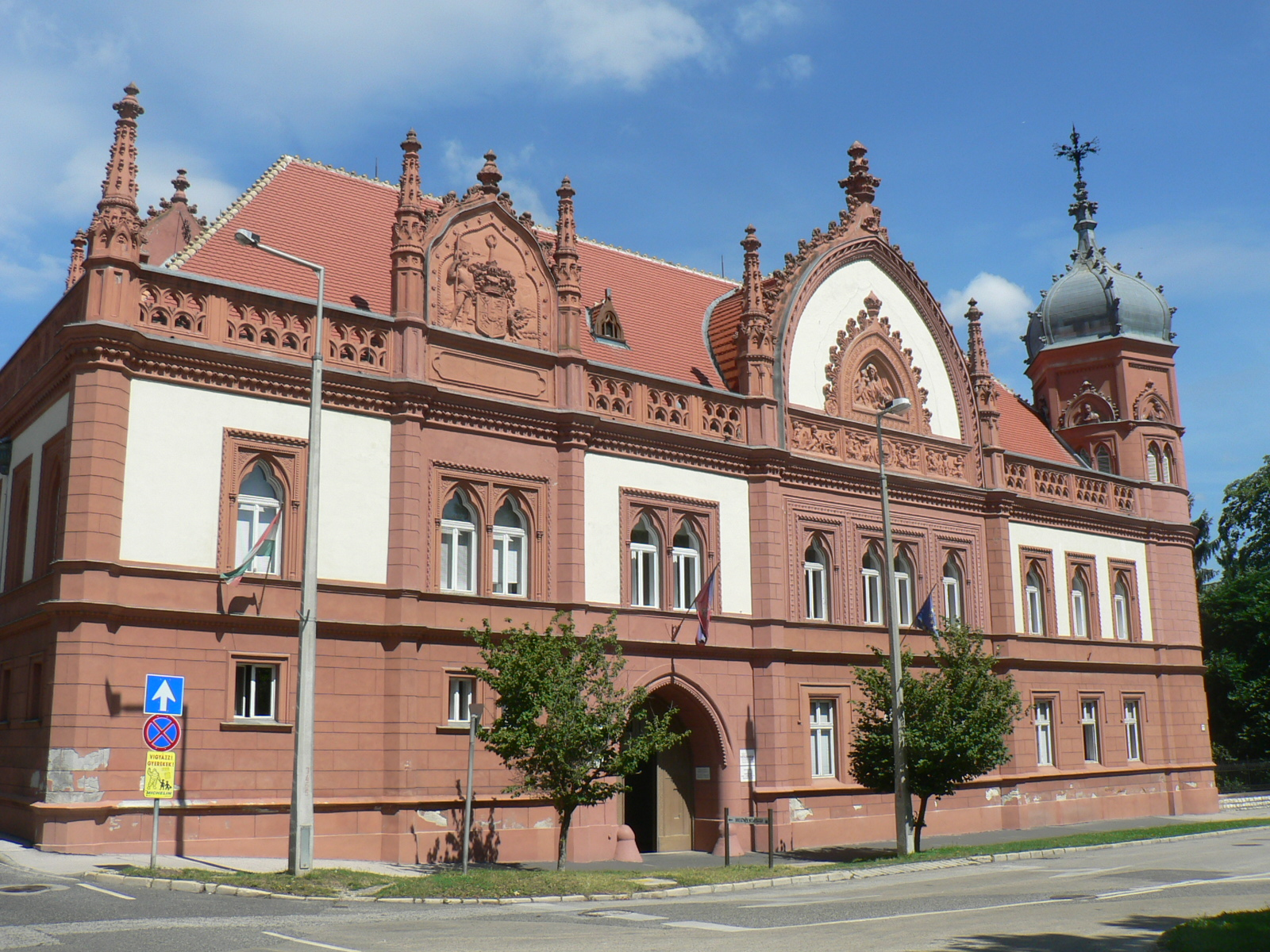
Komitatsbibliothek
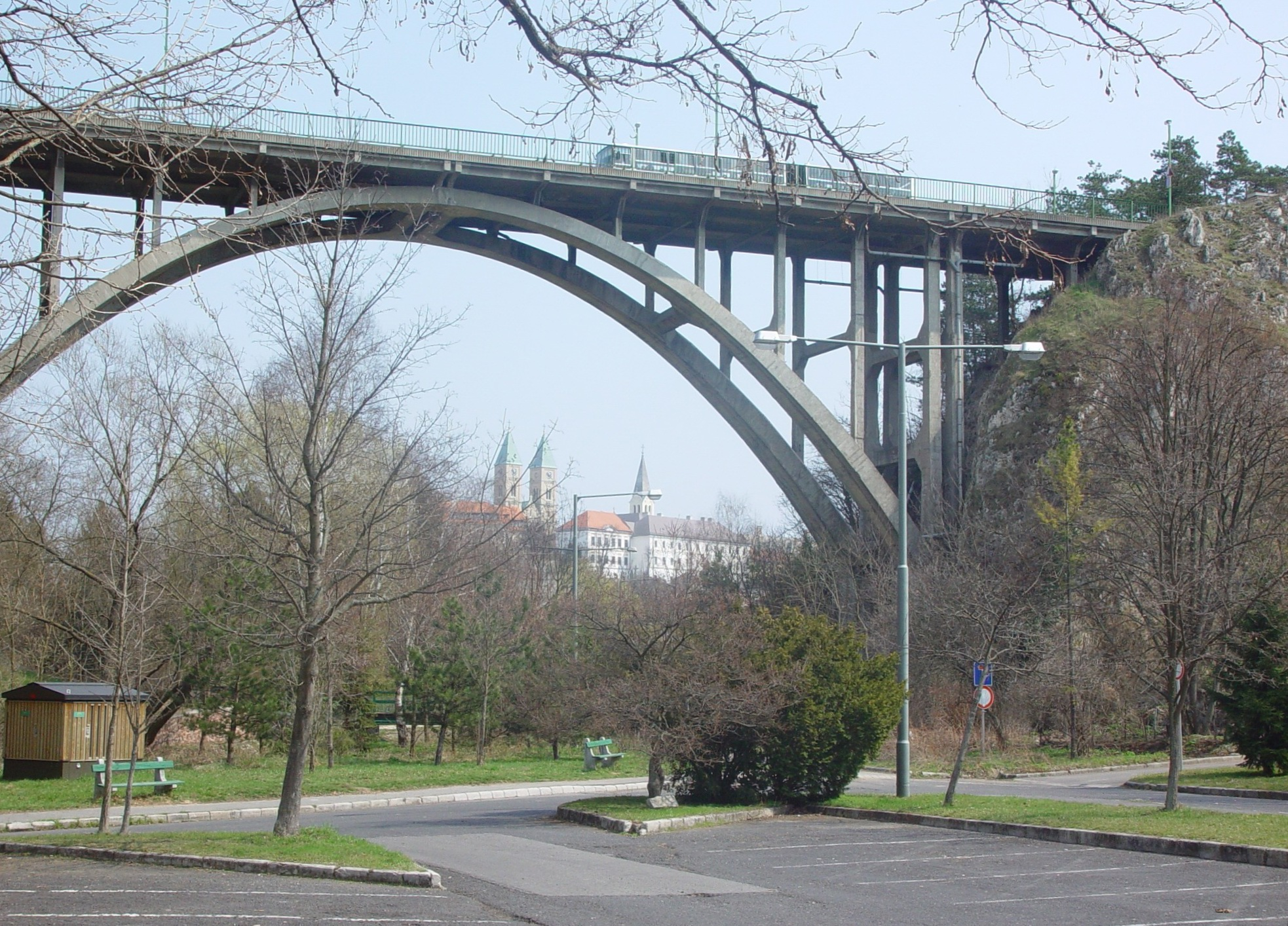
Die Sankt-Stephan-Talbrücke (von den Veszprémern Viadukt genannt), Symbol der Stadt

## Sport
Überregional bekannt ist der KC Veszprém, mit 28 ungarischen Meisterschaften, 31 Pokalsiegen und zwei Siegen im Europapokal der Pokalsieger erfolgreichster ungarischer Handballverein. Die heimische Halle fasst 5.500 Zuschauer.
Aus der Stadt kommt als weiterer Handballverein der Veszprémi KSE.

## Städtepartnerschaften
Veszprém unterhält Städtepartnerschaften mit folgenden Städten:
- Tartu, Estland, seit 1970
- Gladsaxe, Dänemark, seit 1973
- Rovaniemi, Finnland, seit 1974
- Bottrop, Deutschland, seit 1987
- Ottignies-Louvain-la-Neuve, Belgien, seit 1990
- Sfântu Gheorghe (Sepsiszentgyörgy), Rumänien, seit 1990
- Püttlingen, Deutschland, seit 1996
- Saint-Michel-sur-Orge, Frankreich, seit 1996
- Senftenberg, Deutschland, seit 1996
- Tirat Karmel, Israel, seit 1996
- Nowa Sól, Polen, seit 1996
- Žamberk, Tschechien, seit 1996
- Passau, Deutschland, seit 2000
- Fresagrandinaria, Italien, seit 2003
- Nitra (Nyitra), Slowakei, seit 2012
- Tarnów, Polen, seit 2012
- Most, Tschechien, seit 2022

früher auch mit Halle (Saale) in Deutschland.

## Söhne und Töchter der Stadt
- József Kopácsy (1775–1847), römisch-katholischer Geistlicher, Erzbischof von Gran 1838–1847
- Dávid Ridley-Kohne (1812–1892), Geiger, Komponist, Konzertmeister und Musikpädagoge
- Ignaz Mandl (1833–1907), Arzt und Kommunalpolitiker
- Leopold Auer (1845–1930), Violinist, Violinpädagoge und Dirigent
- Hermann Csillag (1852–1922), Geiger
- Dezső Kolossváry (1855–1919), Offizier, Politiker
- Martin Tuszkay (1884–1940), Plakatkünstler und Gebrauchsgrafiker
- Peter Pulay (* 1941), Chemiker
- Andrea Drahota (* 1943), Schauspielerin
- Edit Kovács (* 1954), Fechterin
- Péter Kovács (* 1955), Handballer
- Tibor Navracsics (* 1966), Politiker
- Géza M. Tóth (* 1970), Animator
- Hajnalka Király-Picot (* 1971), Fechterin
- Géza Pálffy (* 1971), Historiker
- Balázs Kiss (* 1972), Hammerwerfer
- Ida Kovács (* 1975), Marathonläuferin
- Szabolcs Szegletes (* 1978), Fußballspieler
- Anita Görbicz (* 1983), Handballspielerin und -trainerin
- Mary Nótár (* 1985), Sängerin
- Tamás Kádár (* 1990), Fußballspieler
- Ádám Kónya (* 1992), Skilangläufer
- Bendegúz Bóka (* 1993), Handballspieler
- Ádám Lang (* 1993), Fußballspieler
- Bianka Bartha-Kéri (* 1994), Leichtathletin
- Soma Novothny (* 1994), Fußballspieler
- Bence Zakics (* 1994), Handballspieler
- Kristóf Rasovszky (* 1997), Schwimmer
- Dalma Gálfi (* 1998), Tennisspielerin
- Zoltán Szita (* 1998), Handballspieler
- Benedek Éles (* 1999), Handballspieler
- Bertalan Kun (* 1999), Fußballspieler
- Blanka Kajdon (* 2002), Handballspielerin
- Anna Szabó (* 2004), Handballspielerin